# Федосеев, Павел Семёнович
Павел Семёнович Федосеев — советский хозяйственный, государственный и политический деятель, Герой Социалистического Труда.

## Биография
Родился в 1915 году на территории Амурской области. Член КПСС с 1940 года.
С 1933 года — на хозяйственной, общественной и политической работе. В 1933—1981 гг. — заведующий начальной школой, комсомольский работник, красноармеец, участник советско-японской войны, парторг 2-го танкового батальона 214-й Сахалинской танковой бригады, секретарь парторганизации Черкесского рисового совхоза, инструктор Краснодарского крайкома партии, секретарь Староминского райкома КПСС, первый секретарь Лабинского горкома КПСС, председатель Краснодарского краевого комитета народного контроля.
Указом Президиума Верховного Совета СССР от 3 июня 1966 года присвоено звание Героя Социалистического Труда с вручением ордена Ленина и золотой медали «Серп и Молот».
Делегат XXII съезда КПСС.
Умер в Краснодаре в 1981 году.